# Franc Jožef Gogala
Franc Jožef Gogala, slovenski gledališki igralec, * (?) 1644, Ljubljana, † 9. avgust 1728, Augsburg.
Gogala je bil prvi po imenu znani Slovenec, ki se je posvetil igralstvu kot poklicu. Njegov učitelj je bil avstrijski igralec Joseph Anton Stranitzky. S svojo igralsko skupino je nastopal po Avstriji, Nemčiji in Češki in gostoval tudi v Ljubljani, kjer je verjetno ob nemških igranih besedilih po vsej verjetnosti upošteval tudi slovenščino. Napisal je dramo Die Türkenschlacht bie Radkersburg 1418, ki so jo igrali na Dunaju.